# Energia termelétrica no Brasil

Usina Termelétrica de Juiz de Fora

A energia termelétrica no Brasil é produzida a partir de uma instalação industrial (usina termelétrica) usada para geração de energia elétrica a partir da energia liberada por qualquer produto que possa gerar calor, como bagaço de diversos tipos de plantas, restos de madeira, óleo combustível, óleo diesel, gás natural, urânio enriquecido e carvão natural.
Assim como na energia hidrelétrica, em que um gerador, impulsionado pela água, gira, transformando a energia potencial em energia elétrica, nas termelétricas a fonte de calor aquece uma caldeira com água, gerando vapor d'água em alta pressão, e o vapor move as pás da turbina do gerador.

## Panorama nacional
Em 2022, os estados com maior parque termelétrico sãoː São Paulo (9,01 GW), Rio de Janeiro (6,67 GW), Maranhão (2,86 GW), Minas Gerais (2,81 GW), Mato Grosso do Sul (2,4 GW), Rio Grande do Sul (2,2 GW) e Amazonas (2,09 GW). 
Em 2021, os maiores produtores de energia termelétrica no Brasil foram: Rio de Janeiro, São Paulo, Maranhão, Amazonas e Santa Catarina.As usinas termelétricas foram responsáveis por quase 29% da energia elétrica gerada no ano de 2021 no Brasil, crescimento provocado pela Crise hídrica no Brasil em 2020–2021. A fonte hidráulica foi responsável por 55,29% do total, as eólicas responderam por 11%, as usinas solares representaram 2,6% e geração nuclear foi de 2,2%.
Em 2022, a potência instalada de geração de energia elétrica no Brasil ficou assim dividida: hidrelétrica, 54,86%; termelétrica, 24,56%; eólica, 12,35%; solar, 3,73%; e nuclear, 1,06%. Em 2022, havia 3.135 empreendimentos gerando energia através de termelétricas, com potência instalada de 46.196.737 KW.

## Origem fóssil

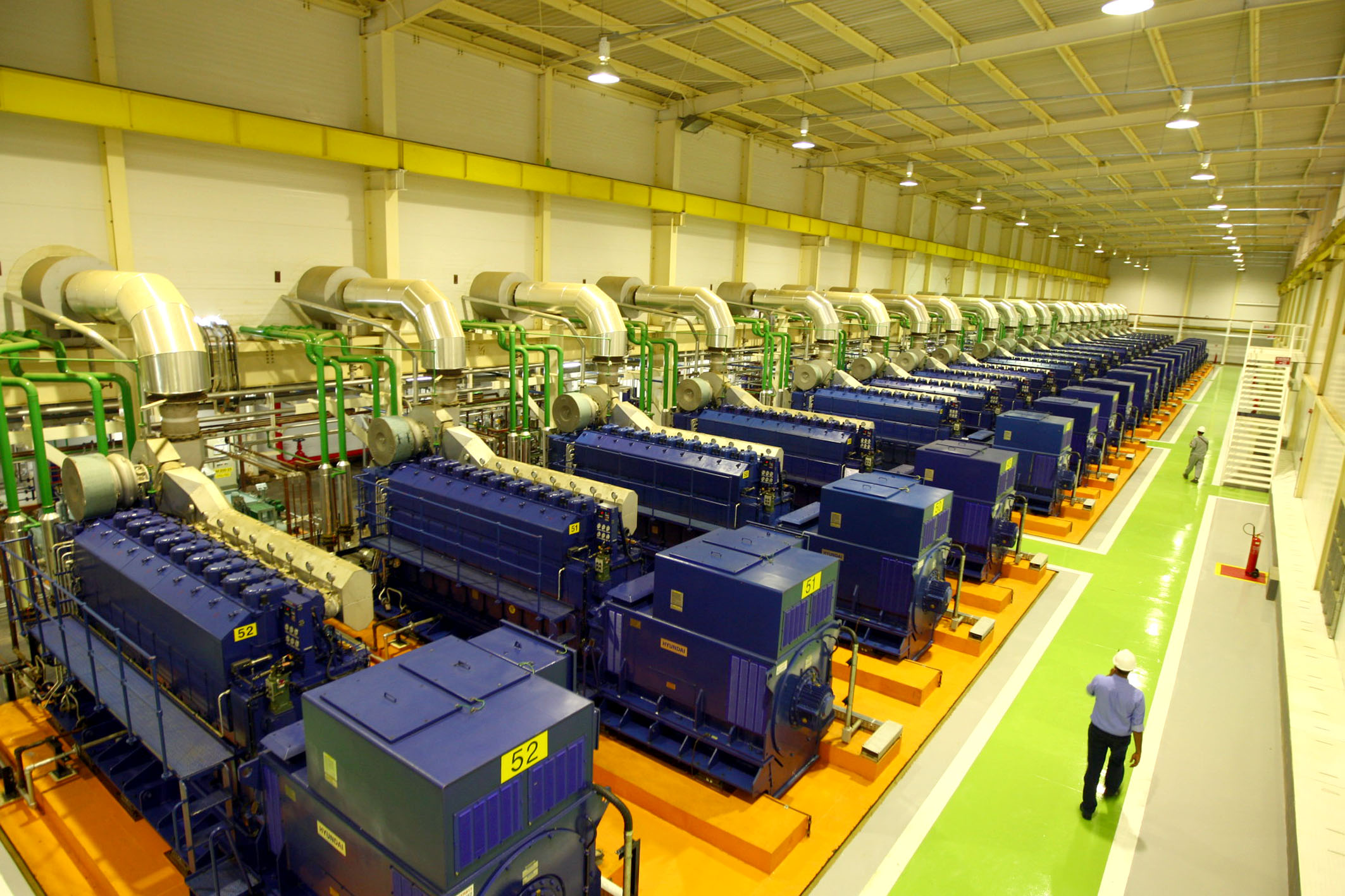
Termelétrica de Camaçari

Em 2022, havia 2.513 empreendimentos que exploravam fontes energéticas de origem fóssil, com potência instalada de 30.971.086 KW, correspondente a 16,26% do total da matriz elétrica brasileira.
Combustíveis fósseis são combustíveis formados por meio de processos naturais, gerados em função do efeito de fossilização de animais e plantas, provocado pela ação de pressão e temperatura muito altas geradas há milhões de anos no processo de soterramento de material orgânico. Como todo esse processo leva milhões de anos, não são consideradas renováveis ao longo da escala de tempo humana.
Contêm alta quantidade de carbono, usados para alimentar a combustão. Os combustíveis fósseis mais utilizados e conhecidos são: o carvão mineral, gás natural e o petróleo.
A geração de energia de origem fóssil, no Brasil, encontrava-se distribuída nas seguintes fontes:
| Tipo           | Combustível                    | Quantidade | Potência Outorgada (kW) | % Potência Outorgada |
| -------------- | ------------------------------ | ---------- | ----------------------- | -------------------- |
| Carvão mineral | Calor de Processo - CM         | 2          | 28.400,00               | 0,09%                |
| Carvão mineral | Carvão Mineral                 | 13         | 3.085.740,00            | 9,96%                |
| Carvão mineral | Gás de Alto Forno - CM         | 7          | 351.690,00              | 1,14%                |
| Gás natural    | Calor de Processo - GN         | 2          | 425.747,00              | 1,37%                |
| Gás natural    | Gás Natural                    | 178        | 17.817.141,39           | 57,53%               |
| Outros Fósseis | Calor de Processo - OF         | 4          | 165.970,00              | 0,54%                |
| Petróleo       | Gás de Alto Forno - PE         | 1          | 1.200,00                | 0,00%                |
| Petróleo       | Gás de Refinaria               | 7          | 419.530,00              | 1,35%                |
| Petróleo       | Óleo Combustível               | 47         | 3.307.439,28            | 10,68%               |
| Petróleo       | Óleo Diesel                    | 2236       | 4.383.121,09            | 14,15%               |
| Petróleo       | Outros Energéticos de Petróleo | 16         | 985.108,00              | 3,18%                |

Fonte: SIGA - Banco de Informações de Geração (ANEEL)

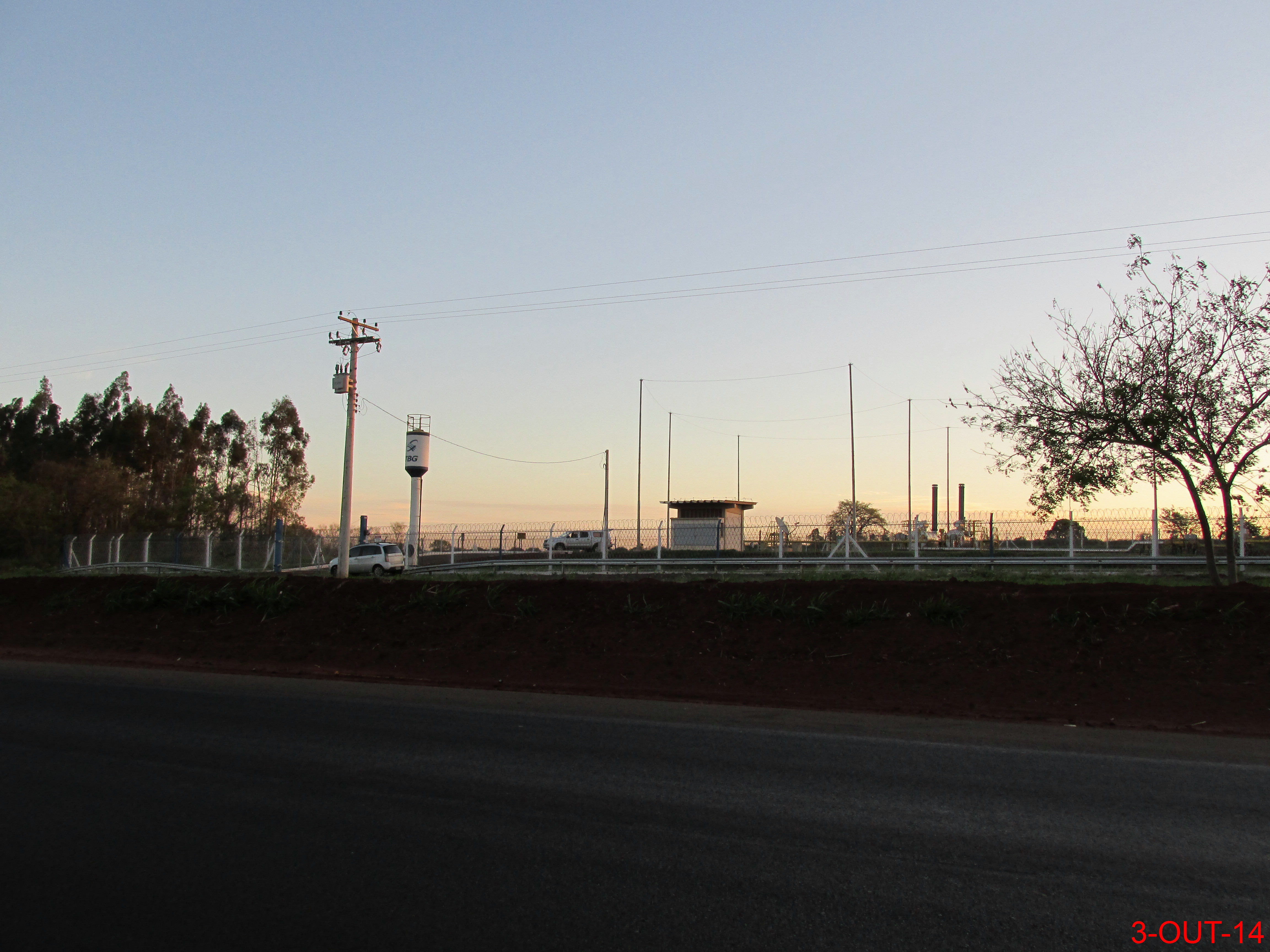
Gasoduto Brasil-Bolívia

No tocante ao uso de derivados de petróleo, havia 2.236 empreendimentos utilizando óleo diesel, equivalente a 48,19% da potência instalada; enquanto 47 usinas usavam óleo combustível, ou 36,42% da potência instalada por meio de derivados de petróleo.
Têm destaque dentre as usinas movidas a carvão:  a Usina Termelétrica do Pecém (CE),o Complexo Termoelétrico Jorge Lacerda (SC), o Complexo Termelétrico de Candiota (RS), e a Usina Termelétrica do Porto do Itaqui (MA).

### Produção de gás natural
Em 2022, 180 usinas termelétricas no Brasil utilizavam gás natural como combustível, sendo este principal a principal fonte do setor. 
Em 2021, a geração termelétrica foi responsável por 36,18% da demanda total de gás natural no país, enquanto que a demanda industrial foi de 50% e a automotiva foi de 7,14%.
Em 2021, a oferta interna de gás natural foi de 41,3 bilhões de m³. Cerca de 73,5% destinaram-se às vendas e 23,2% ao consumo próprio (consumo próprio nas áreas de produção, refinarias e UPGNs). Desse total, cerca de 17 bilhões de m³ (41%) foram importados, dos quais 9,6 bilhões de m³ (56,5% do total) corresponderam a importações de gás natural liquefeito (GNL), em especial dos Estados Unidos. O restante correspondeu às importações provenientes da Bolívia (43,1%) pelo Gasbol.
A produção de gás natural no Brasil totalizou 48,8 bilhões de m³ em 2021. Os campos marítimos produziram 97% do petróleo e 83% do gás natural.  45,5% da produção de gás natural foi reinjetada. A produção do pré-sal correspondeu a 67,5% do total produzido no Brasil, com perspectivas de ampliação da produção de gás natural.
Os maiores estados produtores em 2021 foram: Rio de Janeiro (64%); São Paulo (12,4%); Amazonas (10,15%); Maranhão (4,38%); Espírito Santo (4,09%); Bahia (4,06%); Ceará/Rio Grande do Norte (0,50%); Sergipe/Alagoas (0,45%) .
Algumas das usinas movidas a gás natural no Brasil são: Usina Termelétrica Porto de Sergipe I (1.600 MW); o Complexo Termelétrico Parnaíba (1.428 MW), no Maranhão; Usina Termelétrica GNA I (RJ); a Usina Temelétrica de Santa Cruz (RJ); Usina Termelétrica Termorio; Usina Termelétrica de Cuiabá; a Usina Termelétrica Camaçari (BA); a Usina Termelétrica Luiz Carlos Prestes, em Três Lagoas (MS); Usina Termelétrica Mauá 3, em Manaus (AM); Usina Termelétrica Uruguaiana; a Usina Termelétrica de Juiz de Fora; Usina Termelétrica Termopernambuco; dentre outras.
O gasoduto Urucu-Coari-Manaus atende as usinas Manauara, Tambaqui, Jaraqui, Aparecida, Mauá, Cristiano Rocha e Ponta Negra, gerando 760 MW de energia elétrica.

## Biomassa

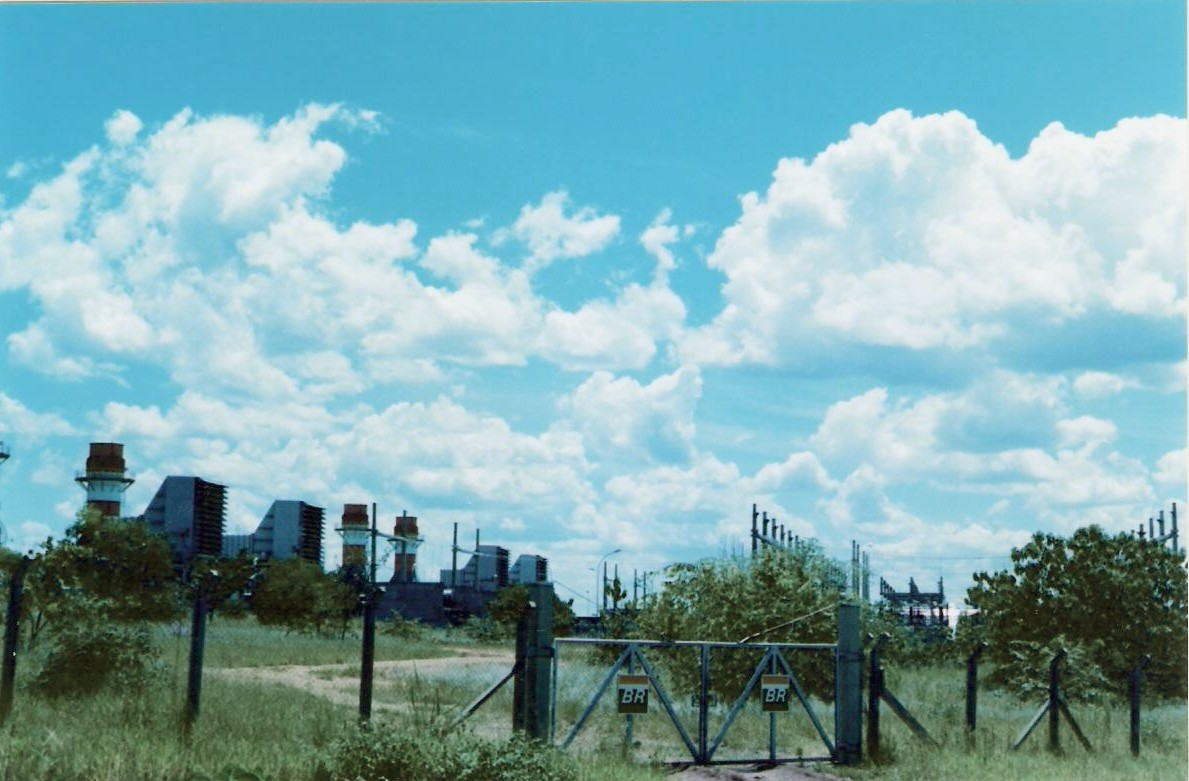
Termelétrica em Três Lagoas-MS

Em 2022, havia 622 empreendimentos que exploravam fontes energéticas de origem de biomassa, com potência instalada de 17.031.244 KW, correspondente a 8,94% do total da matriz elétrica brasileira.
Do ponto de vista energético, a biomassa pode ser considerada como qualquer matéria orgânica que possa ser transformada em energia mecânica, térmica ou elétrica. De acordo com a sua origem, pode ser: florestal (madeira, principalmente), agrícola (soja, arroz, milho, cana-de-açúcar, entre outras) e rejeitos urbanos e industriais (resíduos sólidos ou líquidos).
Os tradicionais combustíveis fósseis, embora também tenham origem na vida orgânica, não são contabilizados como biomassa, em razão de serem resultado de várias transformações que requerem milhões de anos para acontecerem.
Dessa forma, ao contrário dos combustíveis fósseis, a biomassa é uma fonte de energia renovável, podendo ser produzida pela atividade humana, seja pelo aproveitamento de materiais descartáveis ou pelo cultivo. É utilizada na produção de energia a partir de processos como a combustão de material orgânico produzido e acumulado em um ecossistema.
Considerada uma fonte menos poluente (ciclo natural de carbono neutro, devolvendo à natureza apenas o carbono que a planta usou para crescer), a geração de energia de origem de biomassa encontrava-se assim distribuída:
| Tipo                     | Combustível                   | Quantidade | Potência Outorgada (kW) | % Potência Outorgada |
| ------------------------ | ----------------------------- | ---------- | ----------------------- | -------------------- |
| Agroindustriais          | Bagaço de Cana de Açúcar      | 419        | 12.238.814,20           | 71,86%               |
| Agroindustriais          | Biogás-AGR                    | 4          | 31.867,00               | 0,19%                |
| Agroindustriais          | Capim Elefante                | 2          | 31.700,00               | 0,19%                |
| Agroindustriais          | Casca de Arroz                | 13         | 53.333,00               | 0,31%                |
| Biocombustíveis líquidos | Etanol                        | 1          | 320,00                  | 0,00%                |
| Biocombustíveis líquidos | Óleos vegetais                | 5          | 17.180,40               | 0,10%                |
| Floresta                 | Biogás - Floresta             | 1          | 5.000,00                | 0,03%                |
| Floresta                 | Carvão Vegetal                | 7          | 38.197,00               | 0,22%                |
| Floresta                 | Gás de Alto Forno - Biomassa  | 12         | 127.705,05              | 0,75%                |
| Floresta                 | Lenha                         | 10         | 229.450,00              | 1,35%                |
| Floresta                 | Licor Negro                   | 21         | 3.299.414,00            | 19,37%               |
| Floresta                 | Resíduos Florestais           | 73         | 717.690,00              | 4,21%                |
| Resíduos animais         | Biogás - RA                   | 17         | 6.023,20                | 0,04%                |
| Resíduos sólidos urbanos | Biogás - RU                   | 26         | 201.887,60              | 1,19%                |
| Resíduos sólidos urbanos | Carvão - RU                   | 3          | 8.250,00                | 0,05%                |
| Resíduos sólidos urbanos | Resíduos Sólidos Urbanos - RU | 8          | 24.413,00               | 0,14%                |

Fonte: SIGA - Banco de Informações de Geração (ANEEL)

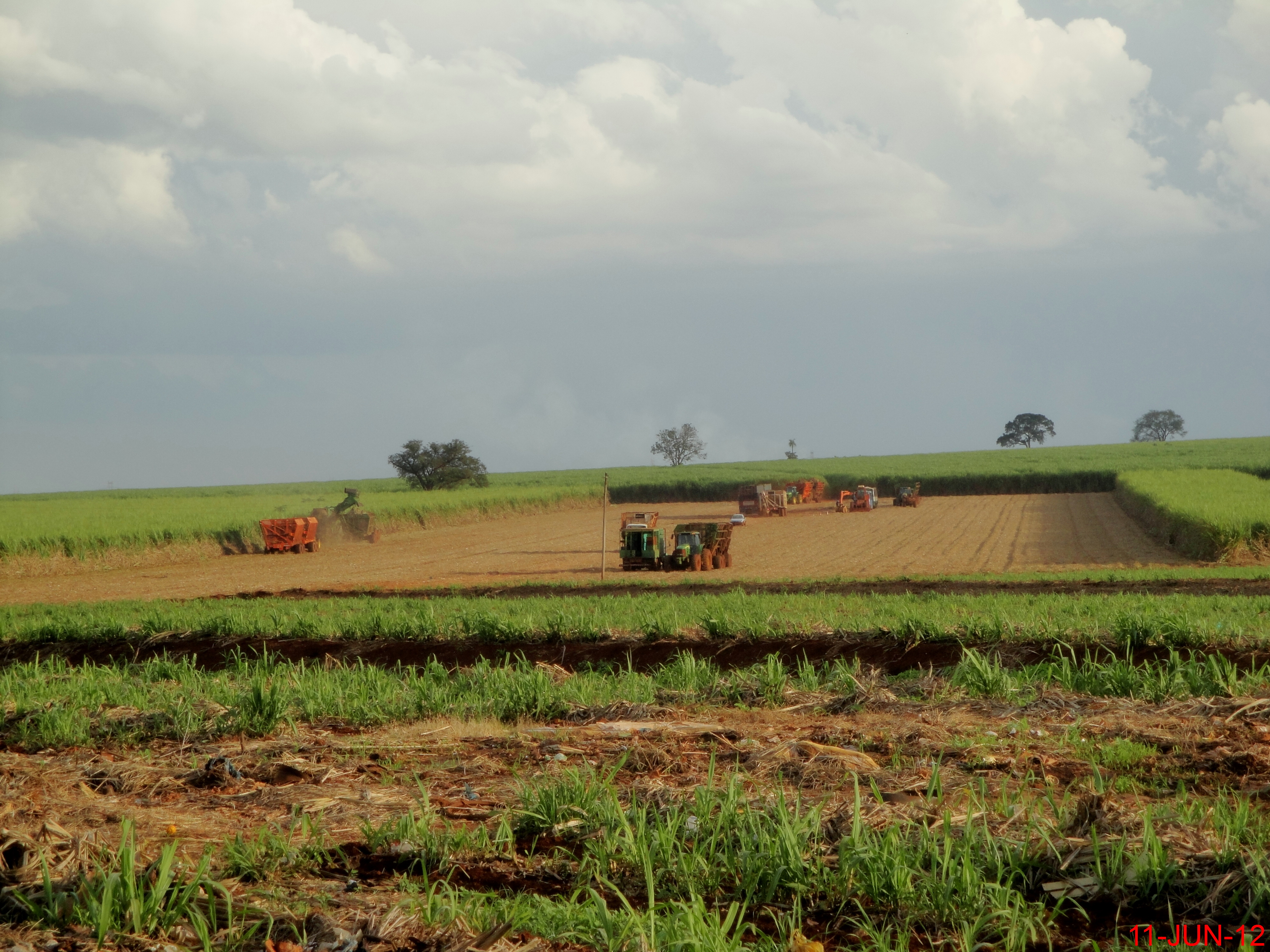
Colheita mecanizada de cana de açúcar no estado de São Paulo

Com relação à fonte "Floresta", 74,70% do total da energia era originado de licor negro; 16,23% teve origem resíduos florestais; 5,20% a lenha; 2,89% como gás de alto forno- biomassa; e 0,84% como carvão vegetal.
No tocante à fonte "Agroindustriais", 99,04% era originário de bagaço de cana de açúcar. O bagaço de cana é aproveitado como combustível das caldeiras, gerando vapor para aquecimento e para geração de energia elétrica para consumo na usina e para venda às concessionárias de energia elétrica.
A respeito da fonte "Biocombustíveis líquidos", 98,18% teve com fonte óleos vegetais; e 1,82% o etanol.
Alguns exemplos de usinas movidas a biomassa são: a Usina Bracell (SP), Usina Klabin Celulose, em Ortigueira (PR), Usina Suzano Mucuri (BA), Usina Aracruz (ES) e Usina Suzano Maranhão, em Imperatriz (MA), que utilizam licor negro; a Usina Barra Bioenergia (SP), a Usina Caçu I (SP), Usina Eldorado (MS) e Usina Porto das Águas (GO), que utilizam bagaço de cana; Termoverde Caieiras (SP), Usina São João Biogás (SP), Usina Salvador (BA), Usina Bomfim (SP) e Usina Ivinhema (MS), que utilizam biogás.

## Bandeira tarifária
A política energética do sistema elétrico brasileiro prevê o aumento do uso de termelétricas no país como forma de poupar água dos reservatórios das usinas hidrelétricas em momento de escassez hídrica. Entretanto, a energia gerada por elas é mais cara que a produzida pelas hidrelétricas, porque as termelétricas necessitam queimar combustíveis, como gás natural, óleo e carvão, para gerar energia.
Enquanto, o megawatt-hora (MWh) das usinas eólicas e hidrelétricas custa em torno de 100 reais, nas termelétricas, esse valor pode ultrapassar os 800 reais.
Desde 2015, entrou em vigor no Brasil o sistema de bandeiras tarifárias, que criou uma cobrança extra nas contas de luz. Estes recursos são usados para cobrir custos adicionais criados pelo acionamento das termelétricas.
Por meio desse sistema, a cor da bandeira muda de acordo com o custo da produção de energia no país, conforme o uso maior ou menor das termelétricas.
As cores são: verde (condições favoráveis à geração de energia); amarela (condições menos favoráveis); e vermelha (custo de energia mais caro, termelétricas ligadas).

## Impacto ambiental
As usinas termelétricas provocam impacto ambiental, interferindo tanto na qualidade do ar quanto da água. As chaminés expelem gás carbônico e fumaça com partículas sólidas que podem provocar doenças respiratórias, além de gases que aumentam a acidez da chuva. O impacto varia conforme o tipo de combustível utilizado. Por exemplo, o carvão é mais poluente que o gás natural. Também se verifica que as usinas utilizam a água do mar, de rios e de lençóis freáticos para resfriamento de caldeiras. A água é devolvida ao meio ambiente com temperaturas mais elevadas, afetando a vida marinha e o ecossistema de rios.
No ano de 2016, a geração de energia através de gás natural, petróleo e carvão mineral produziu cerca de 42 milhões de toneladas de CO2 ou equivalente. Para cada GWh gerado, foram cerca de 49 toneladas, segundo levantamento do Observatório do Clima.
Segundo o último relatório nacional da entidade, as usinas termelétricas foram responsáveis por 15% das emissões de todo o setor de Energia – que inclui transportes, indústria e produção de combustíveis. Tal valor equivale a cerca de 3% das emissões totais do País em 2015, segundo a Empresa de Pesquisas Energéticas (EPE), vinculada ao Ministério de Minas e Energia.
Em 2021, foram emitidas 58 milhões de toneladas de CO² por meio da produção de energia por combustíveis fósseis no Brasil, número 78% maior do que em 2020.
O Subsistema Norte, composto por Amapá, Amazonas, Pará, Tocantins e Maranhão, gerou 27% de toda energia proveniente de termelétricas fósseis de serviço público conectadas ao SIN em 2020, emitindo de 7,5 milhões de toneladas de dióxido de carbono equivalente (CO2e). Os estados do Maranhão e Amazonas ocuparam a terceira e a quinta posição, respectivamente, entre as unidades da federação que mais emitem GEE em 2020. Os dois estados estão entre os maiores produtores de energia de origem fóssil no Brasil, em especial com o uso de gás natural.
Tal impacto, entretanto, poderia ser reduzido com o uso de energia originada da biomassa, considerada uma fonte menos poluente.
Entre os impactos relacionados com a biomassa estão o desmatamento e a destruição de habitats para aumento da área de plantio; a degradação ambiental causada pelo uso de fertilizantes e pesticidas na lavoura da cana e pelo manejo de dejetos gerados na produção, como o vinhoto; e a ocupação de terras que poderiam ser destinadas à produção de alimentos.